# Triboluminescenza
La triboluminescenza è un particolare tipo di luminescenza che si manifesta in alcuni materiali che, sottoposti a sforzi meccanici (ad esempio schiacciandoli, graffiandoli o sfregandoli), emettono parte dell'energia assorbita sotto forma di onde elettromagnetiche.
Il fenomeno fu scoperto accidentalmente alla fine del XVIII secolo durante la raffinazione dello zucchero. In particolare, vennero notate piccole scintille di luce visibile durante la frantumazione di grossi cristalli di zucchero.
Il fenomeno era comunque già stato notato in precedenza: la prima registrazione del fenomeno è attribuita allo studioso inglese Francis Bacon, che annotò in The Advancement of Learning di aver notato un bagliore quando aveva frantumato un blocco di zucchero di canna nel 1605. Anche Robert Boyle registrò il fenomeno nel 1663.
L'effetto non è ancora stato spiegato completamente, ma le teorie attuali — basate sui risultati di esperimenti di cristallografia e spettroscopia — ipotizzano che durante la rottura di materiali asimmetrici avvenga una separazione di carica e, quando le cariche si ricombinano, la scarica elettrica ionizzi l'aria causando il lampo di luce. Tali ipotesi richiedono che i cristalli che evidenziano questo effetto abbiano difetti di simmetria (per consentire la separazione della carica) e che siano cattivi conduttori, tuttavia esistono sostanze che pur non possedendo tali qualità sono soggette al fenomeno.
Questo effetto non è da confondere con la fractoluminescenza che è l'emissione di luce che avviene quando si frattura un cristallo.